# Norbit
Norbit è un film comico del 2007 diretto da Brian Robbins, con protagonista Eddie Murphy nel triplo ruolo di Norbit Albert Rice, della sua corpulenta moglie Rasputia Latimore e del signor Wong. Nella versione italiana i relativi personaggi sono stati doppiati da Tonino Accolla.

## Trama
Norbert "Norbit" Albert Rice viene abbandonato dai genitori all'ingresso di un orfanotrofio e ristorante cinese. Il signor Wong, proprietario dei locali, lo accoglie in casa sua allevandolo come un figlio. Il piccolo dimostra di avere un carattere ingenuo e riservato, che lo porta a isolarsi dagli altri bambini. L’unica persona con cui stringe amicizia è la sua compagna di stanza, la piccola Kate, amicizia che si tramuta presto in amore, fino a quando, un giorno, verrà adottata. Da ragazzo è vittima predestinata dei bulletti della scuola: un giorno Norbit viene difeso dalla mastodontica Rasputia Latimore, a cui rimane legato indissolubilmente. Grazie alla sua amicizia con la ragazza, Norbit viene rispettato dai suoi compagni di scuola che iniziano ad accettarlo. In un’occasione conosce anche i suoi fratelli più grandi, Big Black Jack, Earl e Blue, tre delinquenti che, usando la violenza, fanno vendere le proprietà. Grazie al fidanzamento con Rasputia, inoltre, Norbit viene assunto nel cantiere gestito dai Latimore, dove inizia a lavorare come contabile. I due, ormai adulti, finiscono per convolare a nozze, tra la gioia dei fratelli Latimore e lo sconcerto degli amici di Norbit, che lo mettono in guardia dagli atteggiamenti della sua nuova famiglia.
Norbit inizia così la sua vita da sposato, che tuttavia non è delle migliori visto che è costantemente sotto il giogo di Rasputia e dei suoi fratelli, temuti da tutti gli abitanti della cittadina in cui vivono per le loro attività criminose. La donna intanto inizia a frequentare una scuola di danza il cui maestro, Buster, vuole farsi sponsorizzare la scuola dai Latimore: Rasputia accetta in cambio di lezioni private. Un giorno, tornato a casa, Norbit scopre del tradimento della moglie e se ne risente, ma Rasputia sembra sminuire la cosa; quando Norbit le rinfaccia ciò che ha fatto e la insulta, scoppia un violento inseguimento in seguito al quale l’uomo, sconfortato e deluso, getta la sua fede in un bidone dell'immondizia. La sera stessa, durante un suo spettacolo all'orfanotrofio (in cui involontariamente comincia a denigrare la moglie, perdendo la connessione col mondo reale), rivede di nuovo Kate, il suo primo amore; per Norbit si riaccende una speranza quando si danno appuntamento per il martedì successivo. Si reca così al ristorante del suo amico italiano Giovanni, permettendo a Buster di andare a letto con Rasputia. Grande è la sua delusione quando scopre che Kate è fidanzata con Deion, un esperto di vendite immobiliari, con cui intende sposarsi: Kate vorrebbe infatti comprare l'attività del signor Wong e trasformarla in un vero orfanotrofio.
Deion, che si rivela essere un cacciatore di dote essendo già stato sposato per quattro volte, viene intanto avvicinato dai fratelli Latimore per intavolare un accordo segreto, ovvero trasformare l'orfanotrofio in uno strip club chiamato Nippolopolis; l'uomo avrebbe quindi sposato Kate per entrare in possesso del locale e sarebbe poi diventato socio dei Latimore. Norbit, nel frattempo, continua a trascorrere un po' di tempo con Kate e gli orfani, nonostante Rasputia spesso si intrometta credendo che le voglia rubare il marito. Grazie ai pomeriggi passati con Kate, Norbit impara finalmente ad andare in bicicletta: dal momento in cui la donna se n'era andata dall'orfanotrofio, infatti, nessuno aveva più voluto insegnargli.
La sera prima del matrimonio, Kate e Norbit si ritrovano a cena e lui le fa firmare le licenze per la vendita di alcolici, spacciati per dei semplici permessi generici. Deion e i Latimore stanno, infatti, sfruttando il povero Norbit per ingannare Kate. Dopo la cena, i due arrivano alla chiesa, dove quest'ultima deve provare per il matrimonio: durante il momento dello scambio degli anelli, Norbit le rivela i suoi sentimenti e la bacia. Kate scappa in preda alla confusione, poiché rivela a Norbit che anche lei aveva voglia di baciarsi con lui, rendendo quest'ultimo al settimo cielo. Tuttavia una volta tornato a casa, dove consegna ai cognati i documenti firmati, si ritrova ad affrontare la collera di Rasputia, che lo aveva segretamente seguito e aveva assistito al bacio tra Kate e il marito, per poi avvisarlo che se avrà ancora a che fare con Kate, quest'ultima ne pagherà le conseguenze. Il giorno dopo, quando Kate va a trovare Norbit per informarlo di aver scoperto che i Latimore vogliono impadronirsi dell'orfanotrofio, costui è costretto a respingerla in malo modo per evitare che Rasputia se la prenda con lei, offendendo così la stessa Kate che se ne va via in lacrime. Quella stessa notte, Norbit scappa di casa con l'intenzione di lasciare la città ma viene fermato dal signor Wong, così fa ritorno a casa e scopre che nella cassetta della posta c'è anche una lettera che aspettava da tempo: essa, infatti, contiene tutte le informazioni necessarie a smascherare l'inganno di Deion. Norbit cerca di avvertire Kate ma viene sorpreso da Rasputia e i suoi fratelli, i quali lo segregano in cantina affinché non si intrometta per il matrimonio di Kate e Deion che ci sarà l'indomani.
Approfittando di un momento di distrazione dei Latimore, Norbit fugge dalla sua prigionia in sella a una bicicletta. Inseguito da Rasputia e dai suoi fratelli, raggiunge la chiesa, dove, nel frattempo, i suoi amici e il signor Wong cercano di ritardare le nozze. Norbit entra in chiesa giusto un attimo prima che Kate e Deion si scambino le promesse, dichiarandosi all’amata. In quel momento irrompono i Latimore. È durante tale occasione che Norbit trova il coraggio di ribellarsi a Rasputia e la lascia davanti a tutti i presenti. L’uomo poi mostra la lettera che dovrebbe incolpare Deion, ma a causa di un tuffo in un laghetto risulta illeggibile. Conscio della sua sfortuna perenne, Norbit si era premunito e ha invitato alle nozze le ex-mogli di Deion, che lo costringono alla fuga.
I Latimore, infuriati, trascinano fuori Norbit per "punirlo" di aver mandato all'aria il loro piano dello strip club. Cittadini e negozianti, stanchi delle loro malefatte, insorgono per difendere Norbit. Rasputia, dopo averli affrontati uno alla volta, sembra avere la meglio e sta per colpire l’ormai ex marito, ma il signor Wong interviene, arpionandola al sedere e costringendola alla fuga, mentre il resto della popolazione scaccia i suoi fratelli dalla città. Alla fine Kate perdona Norbit e gli dichiara il suo amore.
Kate e Norbit possono finalmente sposarsi e comprare l'orfanotrofio, vivendo felici e contenti. I fratelli Latimore, invece, sono riusciti ad aprire il Nippolopolis in Messico, dove Rasputia riscuote un grande successo come ballerina di strip club.

## Colonna sonora
La colonna sonora del film è costituita sia da singoli di artisti celebri sia da brani inediti composti da David Newman. È costata oltre 5 milioni di dollari ed è stata pubblicata per intero il 6 febbraio 2007 dalla Lakeshore Records.
1. Pussycat Dolls – Don't Cha – 2:41
2. Yung Joc – It's Goin' Down – 4:03
3. Marvin Gaye – Sexual Healing – 4:05
4. Dusty Springfield – I Only Want To Be With You – 2:37
5. Kelis – Milkshake – 3:04
6. The Coasters – 'Shoppin' For Clothes – 2:58
7. Sean Paul – Temperature – 3:06
8. Kirk Franklin – Looking For You – 4:06
9. Slightly Stoopid – Sweet Honey – 3:52
10. Perfect Circle – The Hands Of Time – 6:19
11. David Newman – Young Norbit – 3:33
12. David Newman – Queen Of Whores – 0:46
13. David Newman – Kate Returns/Tuesday, Tuesday – 3:24
14. David Newman – Norbit Sneaks Out – 0:33
15. David Newman – Rasputia's Fury – 1:44
16. David Newman – Norbit And Kate – 0:55

## Accoglienza

### Incassi
Il film ha aperto con un incasso di 34,2 milioni di dollari negli Stati Uniti, diventando il quattordicesimo numero uno ai botteghini in carriera per Eddie Murphy. Norbit ha incassato $ 159 milioni in tutto il mondo, rispetto ai 65 costati di budget.

### Critica
Il film, nonostante sia stato un grandissimo successo tra il pubblico, è stato stroncato dalla critica. Il sito Rotten Tomatoes riporta che solo il 9% delle 123 recensioni professionali ha dato un giudizio positivo sul film, con un voto medio di 3,29 su 10.
Inoltre il film ottenne otto candidature durante la 28ª edizione dei Razzie Awards, tra cui quelli per Peggior attore, Peggior attore non protagonista e Peggior attrice non protagonista, tutti assegnati a Eddie Murphy nei tre ruoli da lui interpretati. Ciò nonostante, ottenne una nomination al Premio Oscar come miglior trucco.

## Riconoscimenti
- 2008 - Premio Oscar[7]
  - Candidatura per il miglior trucco a Rick Baker e Kazuhiro Tsuji
- 2007 - Razzie Award[8]
  - Peggior attore protagonista (Norbit) a Eddie Murphy
  - Peggior attrice non protagonista (Rasputia) a Eddie Murphy
  - Peggior attore non protagonista (Mr. Wong) a Eddie Murphy
  - Candidatura per il peggior film a John Davis, Mike Tollin e Eddie Murphy
  - Candidatura per il peggior regista a Brian Robbins
  - Candidatura per il peggior attore a Cuba Gooding Jr.
  - Candidatura per la peggiore sceneggiatura a Jay Scherick, David Ronn, Charlie Murphy e Eddie Murphy
  - Candidatura per la peggior coppia sullo schermo a Eddie Murphy e Eddie Murphy (nel ruolo di Rasputia)